# Gustaf Johnsson
Nils Gustaf Johnsson i posteriorment Weidel (Malmö, Escània, 7 de març de 1890 – Washington DC, 11 de desembre de 1958) va ser un diplomàtic i gimnasta suec que va competir a primers del segle xx.
El 1908 va prendre part en els Jocs Olímpics de Londres, on guanyà la medalla d'or en la prova del concurs complet per equips, com a membre de l'equip suec.
El 1909 entrà a la Universitat de Lund on començà a estudiar Bachelor of Arts el 1910 i dret el 1914. Fou durant aquests anys a la universitat quan es canvià el cognom per Weidel. El 1921 començà a treballar al Ministeri d'Afers Estrangers Suec i entre 1922 i 1933 passà a ser agregat comercial de Suècia a Washington D.C.. Entre 1933 i 1935 fou cònsol a Washington D.C. i més tard fou enviat a Rio de Janeiro (1936), Lisboa (1943) i El Caire, Beirut i Damasc (de 1951 a 1955).